# Mullin, Texas
Mullin là một thị trấn thuộc quận Mills, tiểu bang Texas, Hoa Kỳ. Năm 2010, dân số của thị trấn này là 179 người.

## Dân số
- Dân số năm 2000: 175 người.
- Dân số năm 2010: 179 người.